# Antoinette de Mérode
Antoinette de Merode (Antoinette Ghislaine; 28 septembrie 1828 – 10 februarie 1864), Prințesă de Monaco, fiica contelui Werner de Merode și a soției acestuia, contesa Victoire de Spangen d'Uyternesse (1797–1845).
S-a căsătorit la 28 septembrie 1846 la Bruxelles cu Carol al III-lea, Prinț de Monaco. Ea a achiziționat Castelul Marchais care este proprietatea familiei Grimaldi și astăzi. Din 1856 până la moartea ei a fost Prințesă consort de Monaco. Cuplul a avut un singur copil: Albert I, Prinț de Monaco.
Ea a fost sora lui Louise de Mérode și mătușa Mariei Vittoria dal Pozzo, care a fost timp de trei ani regină a Spaniei.